# 大伴小薩
大伴 小薩（おおとも の こさち、生年不明 - 天平宝字8年9月18日（764年10月17日））は、奈良時代の貴族。名は古薩とも記される。姓は宿禰。官位は従五位下・武部少輔。

## 経歴
淳仁朝の天平宝字7年（763年）正月に笠不破麻呂・藤原継縄・紀広純・藤原蔵下麻呂・藤原執棹らとともに従五位下に叙爵し、武部少輔に任官する。この時同時に武部卿として藤原永手が補せられている。
翌天平宝字8年（764年）9月の藤原仲麻呂の乱では藤原仲麻呂側に加担するが、敗走して同月18日に斬殺された。

## 官歴
『続日本紀』による。
- 時期不明：正六位上
- 天平宝字7年（763年） 正月9日：従五位下、武部少輔
- 天平宝字8年（764年） 9月18日：卒去（藤原仲麻呂の乱）[1]